# Mystique (azienda)
Mystique è stata un'azienda statunitense produttrice di videogiochi, di breve vita (1982-1983), che si fece notare per essere la prima al mondo a specializzarsi in giochi a carattere pornografico. Produsse soltanto giochi per la console Atari 2600.

## Storia
Venne fondata dalla Caballero Control Corporation, un'azienda di video pornografici, e dall'American Multiple Industries, che si occupava della programmazione. I primi tre giochi della Mystique per Atari 2600 debuttarono negli USA nell'autunno 1982, e ottennero già in prevendita ordinazioni dai rivenditori per oltre un milione di copie. Erano previste anche conversioni per Intellivision, ma non se ne hanno successive notizie.
I titoli erano dichiarati come vietati ai minori, sebbene non esistessero ancora classificazioni ufficiali. Le potenzialità grafiche della console comunque erano molto ridotte e permettevano soltanto la riproduzione di immagini molto grezze e cartonesche, ben lontane dal realismo. Secondo un portavoce della compagnia, i giochi erano pensati per far ridere e per avere un gameplay intenso ("provide laughs, as well as intense game play").
Le meccaniche di gioco dei primi titoli erano comunque semplici e si puntava soprattutto a stimolare la curiosità degli acquirenti con le immagini spinte; i risultati furono stroncati dalla critica.
I tre titoli di lancio, presentati anche con l'etichetta Swedish Erotica, uscirono nell'autunno 1982:
- Bachelor Party
- Beat 'Em & Eat 'Em
- Custer's Revenge

Il marchio Swedish Erotica, traducibile "erotismo svedese", riprendeva il logo di una serie di film porno della Caballero Control Corporation, prodotta da fine anni '70. Né la Mystique né la Caballero avevano alcun legame con la Svezia (lo sviluppo dei giochi avveniva in America e il confezionamento a Hong Kong); il nome è solo un richiamo allo stereotipo sulla disinibizione sessuale degli svedesi.
Inizialmente l'Atari appoggiava i nuovi giochi a luci rosse per la propria console, infatti fece loro anche pubblicità; un annuncio cartaceo dei giochi Mystique marcato Atari diceva ironicamente "c'è un motivo se ha questa forma" ("there's a reason why it's shaped like this"), mostrando il manico del joystick, e "così realistici che potresti diventare cieco" ("so real you might go blind").
A breve distanza di tempo, prima di scomparire entro il 1983, l'azienda pubblicò qualche altro titolo sempre per Atari 2600, anche in cartucce a doppio connettore, in coppia con una riedizione di un gioco precedente:
- Burning Desire
- Cathouse Blues
- Knight on the Town

Di quasi tutti i giochi uscirono edizioni alternative con titoli differenti e con modifiche estetiche, in particolare con rovesciamenti dei ruoli uomo/donna: Bachelorette Party (Bachelor Party), Gigolo (Cathouse Blues), Jungle Fever (Burning Desire), Lady in Wading (Knight on the Town) e Philly Flasher (Beat 'Em & Eat 'Em).
Custer's Revenge andò incontro a proteste in quanto ritenuto offensivo nei confronti delle donne e dei nativi americani. Sembra che rappresenti lo stupro di una pellerossa, anche se l'azienda ribatté che si trattava di sesso consenziente. In seguito alle proteste l'Atari fece causa all'American Multiple Industries, apparentemente senza risultati, per l'ingiusta associazione del gioco con il marchio della propria console.
Nel 1983 la Game Source di Canoga Park rilevò i diritti per il Nordamerica sui giochi della Mystique e li ripubblicò tutti con il nuovo marchio PlayAround, sempre a coppie su cartucce a doppio connettore. Ripubblicò anche Custer's Revenge, ma con il titolo cambiato in Westward Ho, e anche in versione con ruoli invertiti, intitolata General Re-Treat.
Secondo i produttori Game-X e Multivision Ltd., che poco tempo dopo tentarono di entrare nel mercato dei videogiochi pornografici, i titoli della Mystique misero in difficoltà l'avvio di questo settore negli Stati Uniti. I presidenti delle due aziende sostennero che, per le cattive reazioni della stampa e per la scarsa qualità dei giochi, la Mystique aveva causato un pregiudizio negativo su questo genere di prodotti da parte dei distributori e del pubblico.

## Videogiochi
I secondi titoli sono quelli delle edizioni con i ruoli uomo/donna dei personaggi  scambiati.
- Bachelor Party (1982) / Bachelorette Party
- Beat 'Em & Eat 'Em (1982) / Philly Flasher
- Custer's Revenge (1982)
- Burning Desire (1983?) / Jungle Fever
- Cathouse Blues (1983?) / Gigolo
- Knight on the Town (1983?) / Lady in Wading